# Nosy Komba
Nosy Komba ist eine Vulkaninsel nordwestlich von Madagaskar.

## Geographie
Nosy Komba liegt zwischen Nosy Be und der Hauptinsel, etwa 2,7 km nordwestlich dieser. Die Insel ist beinahe kreisförmig und steigt zum Zentrum hin stark an. Der höchste Punkt des Vulkans Antaninaomby erreicht 622 m. Nosy Komba war ursprünglich mit der Nachbarinsel und der Hauptinsel verbunden. Seit etwa 8000 Jahren ist sie von beiden getrennt. Kleinere Nachbarinseln sind zudem Nosy Tanikely im Westen und die Inselgruppe Les trois frères („Die drei Brüder“) im Nordosten.
Die Insel ist ein beliebter Touristenort mit zahlreichen Strandhotels.

## Fauna
Auf Nosy Komba ist unter anderem der stark gefährdete Mohrenmaki verbreitet.
Zu den auf der Insel beobachteten Fledertieren zählen vor allem der Madagaskar-Höhlenflughund und weniger häufig die Tsingy-Freischwanzfledermaus (Paremballonura tiavato), das Madagaskar-Mausohr (Myotis goudoti) und die Fandriana-Langflügelfledermaus (Miniopterus manavi).
Die Herpetofauna der Insel weist mindestens 6 Amphibien- und 26 Reptilienarten auf. Die Amphibien umfassen Cophyla phyllodactyla, Blommersia wittei, Boophis tephraeomystax, Mantella ebenaui, Mantidactylus ulcerosus und Stumpffia pygmaea. Davon wird letztere Art als gefährdet eingestuft. Zu den Reptilien der Insel zählen unter anderem die stark gefährdete Schildechsenart Zonosaurus subunicolor und der gefährdete Pfeilschwanzgecko. Letzterer kommt hier häufiger vor als auf der Nachbarinsel Nosy Be. Weitere Geckoarten gehören vor allem zur Gattung der Taggeckos (Phalumna), darunter der Große Madagaskar-Taggecko, der Palmen-Taggecko, der Pfauenaugen-Taggecko und der Goldstaub-Taggecko. Zu den vorkommenden Schlangenarten zählen die Madagaskarboaart Sanzinia volontany, Dromicodryas quadrilineatus, Leioheterodon madagascariensis, Lycodryas granuliceps und Madagascarophis colubrinus, die jeweils als nicht gefährdet eingestuft werden. Unter den Chamäleons finden sich Brookesia stumpffi, Calumma boettgeri, Calumma nasutum und das Pantherchamäleon.

Tiere auf Nosy Komba
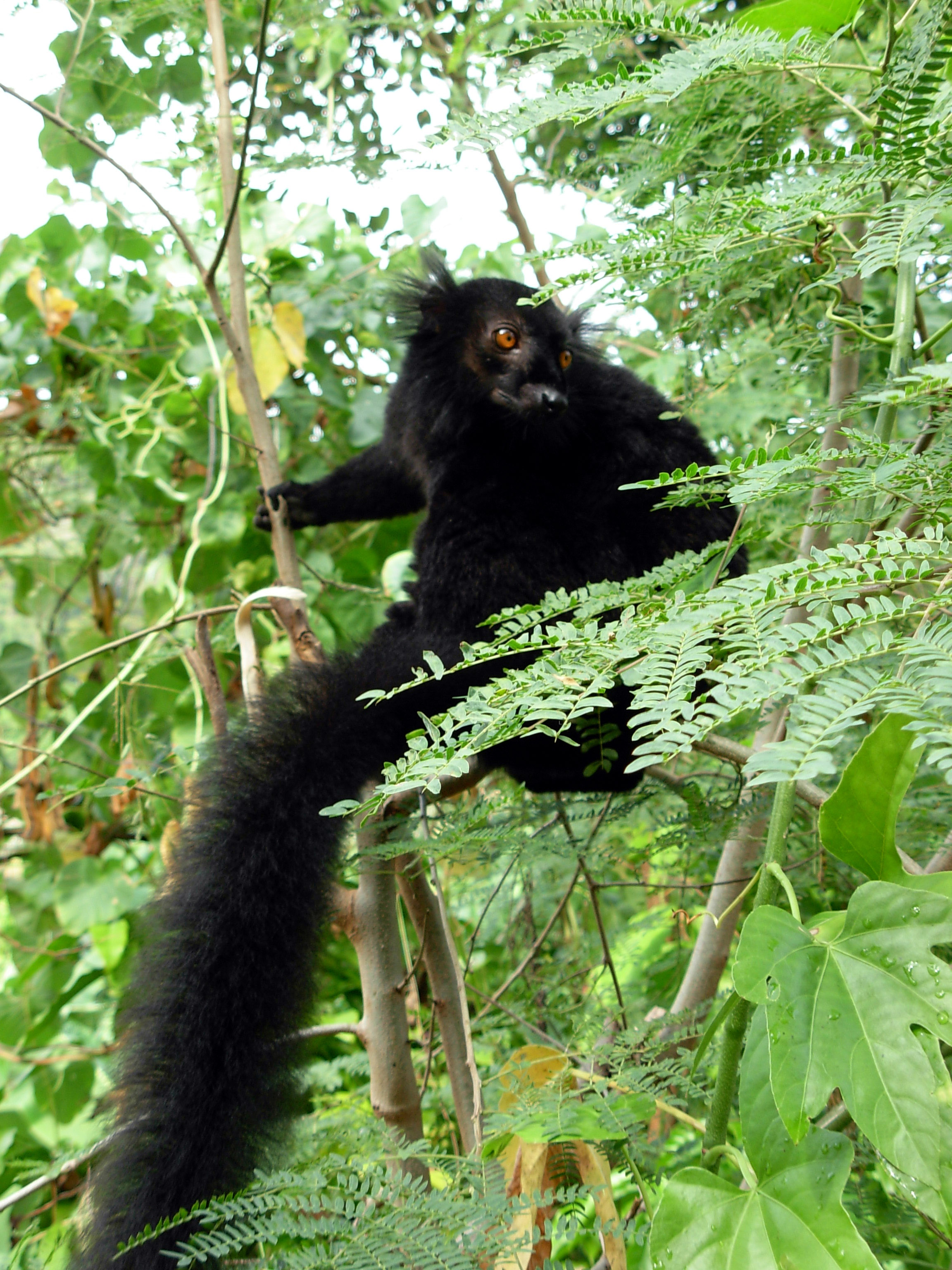
Mohrenmaki
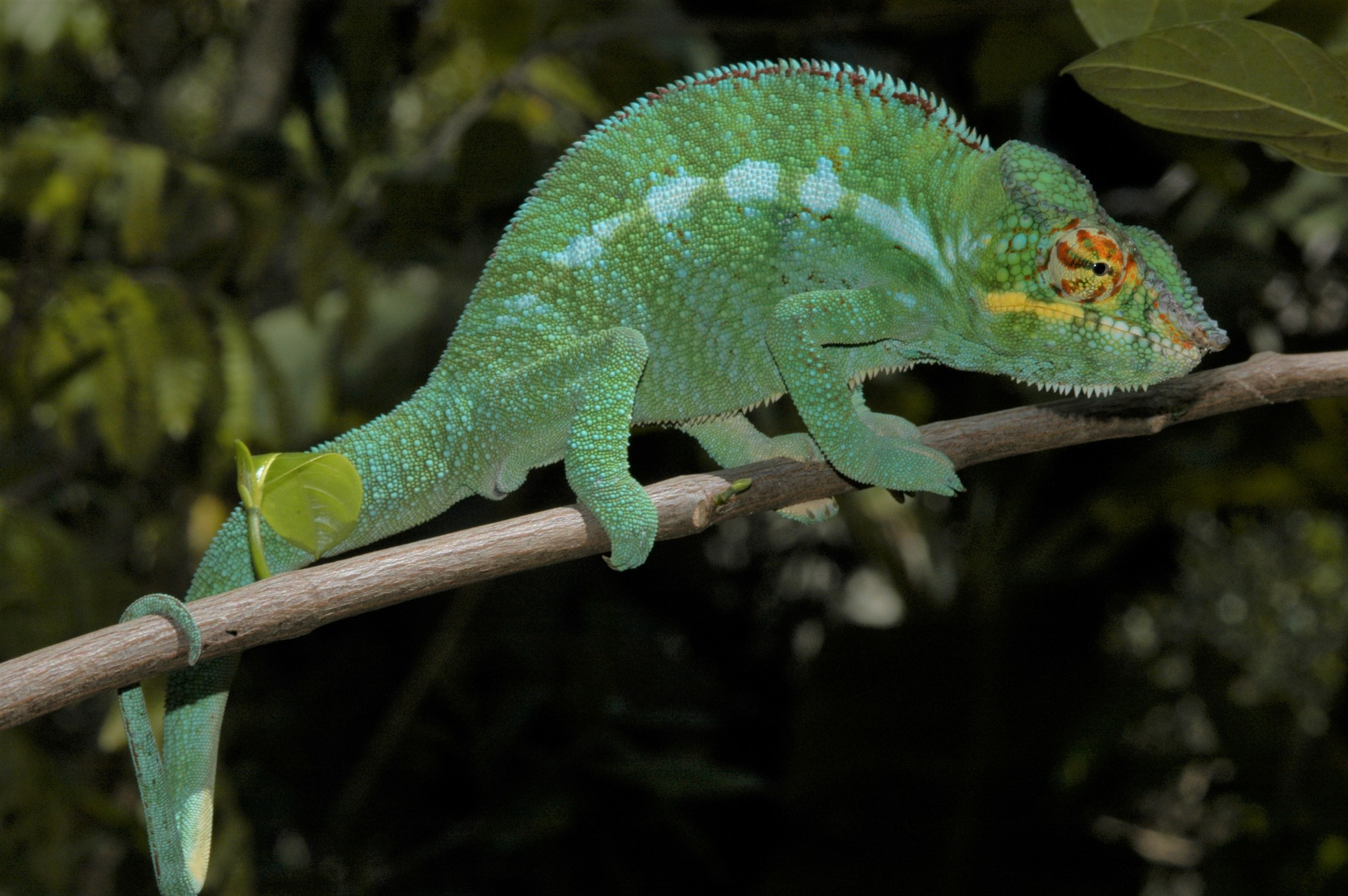
Pantherchamäleon